# 香月美夜
香月 美夜（かづき みや、1月22日 - ）は日本の女性ライトノベル作家、エッセイスト。

## 略歴
中学2年生の頃より小説を書き始める。推薦入試で国立大学に進学する。社会人となったと同時に仕事の忙しさから小説の執筆を止めるが、結婚して子供が幼稚園に入り、自分の時間が出来たことをきっかけに小説の執筆を再開する。2013年より小説投稿サイト「小説家になろう」で作品『本好きの下剋上』を公開し、人気を博す。2015年にTOブックスより書籍化デビューを果たした。
2015年から2017年まで、図書館問題研究会が発行する雑誌『みんなの図書館』でエッセイを連載していた。
『本好きの下剋上』が、2025年の第56回星雲賞日本長編部門を受賞。

## 作品リスト

### 小説
- 『本好きの下剋上 〜司書になるためには手段を選んでいられません〜 第一部「兵士の娘」』（2015年、TOブックス）
- 『本好きの下剋上 〜司書になるためには手段を選んでいられません〜 第二部「神殿の巫女見習い」』（2015年 - 2016年、TOブックス）
- 『本好きの下剋上 〜司書になるためには手段を選んでいられません〜 第三部「領主の養女」』（2016年 - 2017年、TOブックス）
- 『本好きの下剋上 〜司書になるためには手段を選んでいられません〜 第四部「貴族院の自称図書委員」』（2017年 - 2019年、TOブックス）
- 『本好きの下剋上 〜司書になるためには手段を選んでいられません〜 第五部「女神の化身」』（2020年 - 2023年、TOブックス）
- 『本好きの下剋上 〜司書になるためには手段を選んでいられません〜 外伝』（2018年 -、TOブックス）
- 『本好きの下剋上 〜司書になるためには手段を選んでいられません〜 短編集』（2019年 -、TOブックス）
- 『本好きの下剋上 ハンネローレの貴族院五年生』（2024年 -、TOブックス）

アンソロジー寄稿
- 「天魔の魔女とバルトアンデルスの剣」 - 『魔術士オーフェン アンソロジー』所収（2019年、TOブックス、ISBN 978-4-86472-879-9）